# Phil Chisnall
John Philip « Phil » Chisnall (né le 27 octobre 1942 à Manchester et mort le 4 mars 2021) est un footballeur anglais.

## Biographie
Il a commencé sa carrière professionnelle à Manchester United en 1961. Il marque 10 buts en 35 matchs et participe à la victoire du club en FA Cup en 1963. En 1964, il est transféré à Liverpool. En 2011, il reste le dernier joueur à avoir été transféré directement entre les deux clubs rivaux. Il réalise seulement neuf apparences sous le maillot de Liverpool et marque deux buts avant d'aller pour Southend United en 1967. Il joue le premier match en Coupe d'Europe des Reds contre Reykjavik en août 1964. Il finit sa carrière à Stockport County où il effectue une saison avant de se retirer du football professionnel en 1972, alors qu'il n'a que 29 ans. 